# Antonio Rossi (Schriftsteller)
Antonio Rossi (* 9. August 1952 in Maroggia, Kanton Tessin) ist ein italienischsprachiger Schweizer Schriftsteller und Übersetzer.

## Leben
Antonio Rossi studierte Italienische Literatur an der Universität Freiburg und der Universität Florenz, wo er mit der Promotion abschloss. Er hat an der kritischen Ausgabe der Werke Serafino Aquilanos gearbeitet. Hauptberuflich war er als Lehrer am Liceo cantonale di Mendrisio tätig.
Rossi ist Mitglied des Schriftstellerverbands Autorinnen und Autoren der Schweiz (AdS) und lebt in Arzo.

## Auszeichnungen
- 1980: Einzelwerkpreis der Schweizerischen Schillerstiftung für Ricognizioni
- 1996: Premio di poesia Lorenzo Montano
- 2006: Premio Sertoli Salis
- 2006: Werkbeitrag der Stiftung Pro Helvetia

## Werke

### Gedichtbände
- Ricognizioni. Edizioni Casagrande, Bellinzona 1979.
- Glyphé. Radierungen von Samuele Gabai. Stucchi, Mendrisio 1989.
- Diafonie. Libri Scheiwiller, Mailand 1995.
- Sesterno. Book Editore, Castel Maggiore 2005.
- Brevis altera. Book Editore, Castel Maggiore 2015.
- Aghifogli. Radierungen von Massimo Cavalli. Edizioni Josef Weiss, Mendrisio 2017.

### Übersetzungen
- Robert Walser: Poesie. Mit Illustrationen von Karl Walser. Casagrande, Bellinzona 2000 (= Gedichte, 1909).
- Robert Walser: Microgrammi. Casa Croci, Mendrisio 2015.
- Paul Wühr: Leggenda. Edizioni Galleria Mazzoli, Modena 2015 (= Sage, 1988).
- Jean Flaminien: L’uomo flottante. Book Editore, Ro Ferrarese 2016.